# Eugeni d'Ors i Rovira
Eugeni d'Ors i Rovira (Barcelona, 28 de setembre de 1881 - Vilanova i la Geltrú, el Garraf, 25 de setembre de 1954) fou un escriptor i filòsof català casat amb l'escultora Maria Pérez i Peix. Usà el pseudònim Xènius. Fou l'iniciador del moviment noucentista.

## Biografia

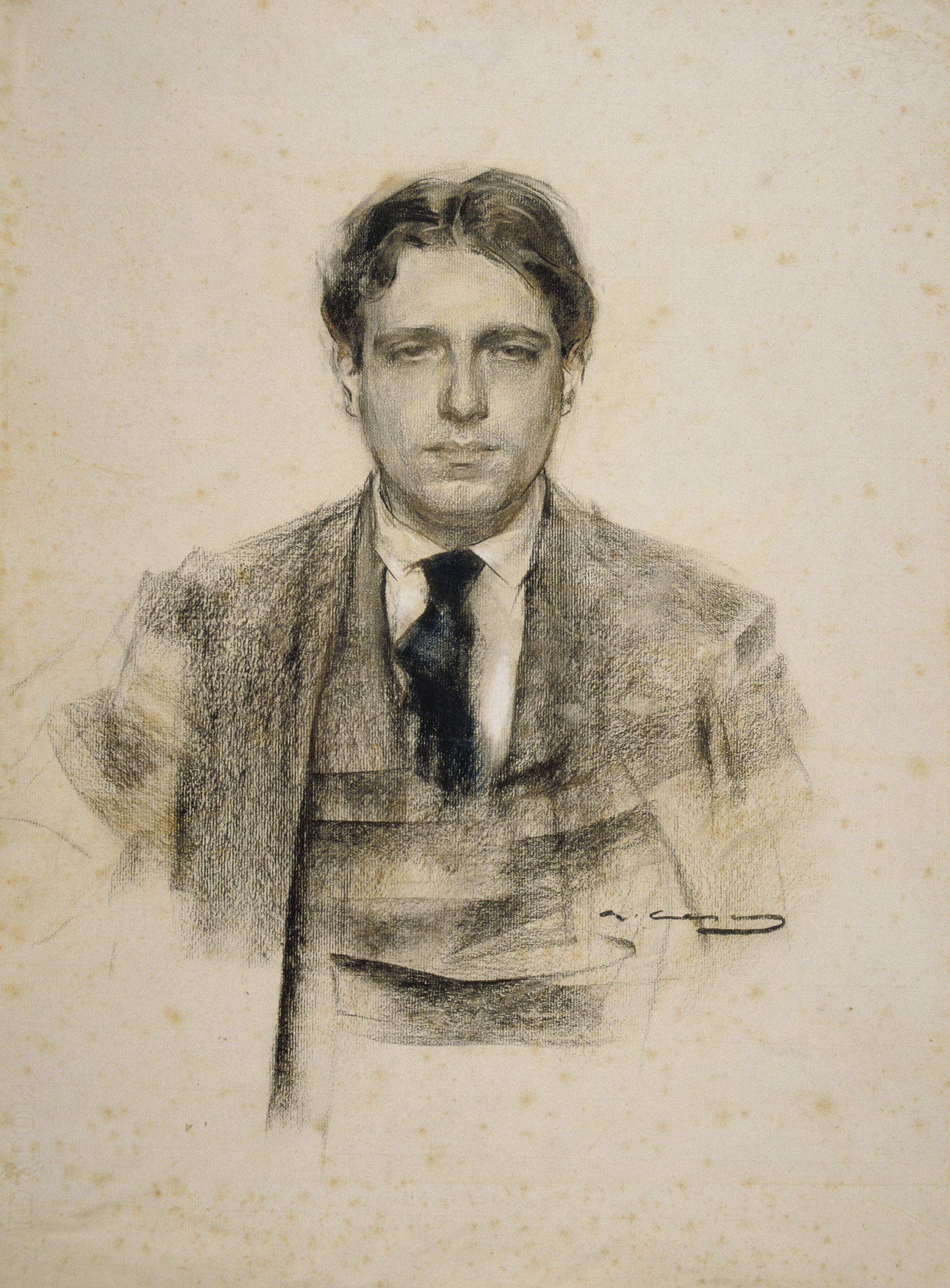
Eugeni d'Ors vist per Ramon Casas (MNAC).

Eugeni d'Ors nasqué a Barcelona al carrer Comtal, número 3, 1r 2a, fill de Josep d'Ors i Rosal, de Sabadell, i de Cèlia Rovira i Garcia, de Manzanillo. La família es traslladà el 1883 al carrer de Sant Pau, 15, després del naixement del seu germà Josep Enric. Cèlia Rovira morí de tuberculosi el 26 de gener de 1896, al nou domicili familiar de la ronda de Sant Antoni 55, 3r 1a, on Eugeni visqué fins a l'any 1906.
El 1900 va publicar, a La Creu del Montseny, l'article «Per a la síntesi».
D'Ors estudià Dret a Barcelona i es doctorà a Madrid el 1905 amb Genealogía ideal del imperialismo. El 1906 se n'anà a París com a corresponsal de La Veu de Catalunya.
D'Ors emprà el pseudònim Xènius per a escriure a la secció «Glosari» de La Veu de Catalunya i allà posà en circulació el concepte de noucentisme.
Novament a Barcelona, és nomenat secretari general de l'Institut d'Estudis Catalans l'any 1911, el 1913 es va doctorar en Filosofia i Lletres a Madrid. El 1915 fundà l'Escola de Bibliotecàries, el pla d'estudis de la qual va projectar; en fou professor i, entre 1919 i 1920, la dirigí i, el 1917, es convertí en el màxim responsable d'Instrucció Pública de la Mancomunitat de Catalunya.
Amb l'esclat de la Primera Guerra Mundial, impulsà el primer Manifest dels Amics de la Unitat Moral d'Europa i interpretà el conflicte bèl·lic com una guerra civil europea. Després de la mort d'Enric Prat de la Riba, el seu més ferm protector i promotor, es produí un distanciament progressiu entre ell i el programa de la Lliga Regionalista, causat per la seva incompatibilitat temperamental i ideològica amb Puig i Cadafalch, que acabà amb la defenestració de què fou víctima l'any 1920 i que el dugué a la desafecció del seu país i a dimitir del càrrec, i fou destituït també de secretari de l'Institut d'Estudis Catalans.
El 1923 s'establí a Madrid, on fou nomenat membre de la Reial Acadèmia Espanyola el 1926, però no va ingressar-hi fins a l'any 1938. El 1923 també presidiria la Federació d'Associacions de Periodistes d'Espanya. Durant la Guerra civil, fou nomenat Cap de la Jefatura Nacional de Bellas Artes del govern de Burgos i es convertí en un dels més destacats intel·lectuals del règim dictatorial del general Franco. El 1941 va crear l'Acadèmia Breve de Crítica d'Art (1942-1954) que del 1942 ençà organitzà exposicions que van contribuir, dins de l'ordre degudament vigilat pel règim franquista, a una certa normalització de l'art modern. El 1946 -en un intent d'aproximar-se a la cultura catalana-, fundà La Academia del Faro de San Cristobal a què pertanyeren diversos escriptors i jornalistes, entre ells Maria Luz Morales. El 1953, li fou atorgada la càtedra de Ciència de la Cultura de la Universitat de Madrid. Afeccionat al dibuix i la pintura, feia servir sovint el sobrenom d'Octavi de Romeu per a signar les seves obres. Es conserven dos dels seus dibuixos, Caricatura i Acadèmia de Ciències, als fons del Museu Nacional d'Art de Catalunya, provinents de la col·lecció de Raimon Casellas. Morí el 25 de setembre de 1954 a Vilanova i la Geltrú a l'edat de 73 anys. El 1954 se li atorgà a títol pòstum un Premi Ondas per la seva activitat cultural a la ràdio.

## Obra
Eugeni d'Ors signava les gloses amb el pseudònim Xènius. Del 1906 al 1921, tota una generació de joves, i no tan joves, es va alimentar dels seus articles que, sovint, a partir d'una anècdota trivial, s'enfilaven fins a exposar el seu pensament sobre la vida, sobre l'art o sobre un filòsof. De tant en tant, escrivia glosses programàtiques, com Amiel a Vic, del 1913, quan la política de Prat de la Riba, llavors president de la Diputació de Barcelona, ja havia donat els primers fruits i havia portat d'Ors a la secretaria general de l'Institut d'Estudis Catalans. Aquesta glossa és una crítica de la Catalunya modernista del tombant de segle, que segons l'autor era poc ambiciosa, pessimista i paralitzada pels dubtes, i una exaltació de la nova Catalunya noucentista emergent, europea, segura de si mateixa i dirigida per pensadors que són, alhora, activistes. De vegades, dedicava temporades a escriure sobre un mateix tema. Alguns d'aquests aplecs de glosses van passar a ser llibres importants i influents en la nostra cultura, com ara La Ben Plantada, del 1911; Gualba, la de mil veus, del 1915, o Oceanografia del tedi, del 1916.
El mateix any que inicia el Glosari, d'Ors es trasllada a París com a corresponsal. S'hi estarà uns quatre anys i aprofitarà les oportunitats de la ciutat per a dedicar-se a l'estudi. El 1908 assisteix als cursos d'Henri Bergson. Dotat d'una enorme curiositat, lector compulsiu i obert als més variats camps del saber, es va especialitzar en psicologia. Instal·lat un altre cop a Barcelona, es va presentar a les oposicions a la càtedra de psicologia de la universitat. Les va perdre, un fet que el va marcar, ja que el va privar d'un estatus professional i econòmic.
El llenguatge de les seves glosses és vistós i provocatiu, irònic, de to més aviat intel·lectual, elegant, concís i ràpid. Quan relata un fet, pretén ser més incisiu en l'exposició que fidel al que va passar. Sempre vol seduir i instruir, i aconsegueix que els lectors vegin el que els diu, perquè el glossador els sap dibuixar en la imaginació una imatge del que explica.

### Influències
Eugeni d'Ors va influir particularment en el camp de l'estètica i de l'educació. L'estil del Glosari ja és tot un primer manifest estètic. Un llenguatge urbà, que vol ser bell, elaborat, obertament artificiós, adreçat a ments il·lustrades. Però el seu gran manifest estètic va ser el pròleg a La muntanya d'ametistes de Guerau de Liost, en què dona per acabat el modernisme amb aquella frase, cèlebre per contundent, que adreça a l'escola del poeta Joan Maragall: ‘La paraula no ha estat mai viva'. La vida la infon el poeta, o l'artista, que en comptes de ser naturals donen forma i mesura quasi geomètrica a la natura. És des del "Glosari" que Xènius informava els lectors sobre els artistes que s'integraven al cànon de la civilitat: l'esmentat Guerau de Liost, Josep Carner i Josep Maria López-Picó, entre els poetes; o l'escultor Josep Clarà i els pintors Joaquim Torres i Garcia, Joaquim Sunyer i tants d'altres.

### L'obra ben feta
D'Ors va poder dur a terme el seu programa educatiu des dels càrrecs de president del Consell de Pedagogia i de director d'Instrucció Pública que va tenir a la Mancomunitat. Xènius pensava que l'escola és el primer lloc on l'infant se sent ciutadà, és ‘el primer vehicle del civisme'. Per això, l'escola és abans que res un ambient de treball en què professors, alumnes, textos i eines construeixen la civilitat, començant pel cultiu de la virtut individual i per l'erradicació dels "prejudicis i la infàmia de l'abstenció electoral, per exemple". En catalogar l'activitat del professor, Xènius distingeix entre "creació", és a dir, l'acció del mestre sobre si mateix; i "ensenyança", que es refereix a l'acció sobre el deixeble. Creació i ensenyança s'estimulen mútuament, de manera dialèctica: "el qui ensenya els altres i no avança no és bon mestre."
Tanmateix, Xènius té poca confiança en la pedagogia: «A voltes, pedagogia i ciència són germanes una mica rivals», escriu. És que la pedagogia massa tècnica i perfecta, sense ànima, infantilitza, produeix persones que no aprenen a actuar "arbitràriament". Produeix nois aplicats, però no creadors. Produeix assecament de l'ànima, anivellament dels alumnes i dels mestres en la mediocritat i l'arrogància. Pel que fa al treball dels alumnes, sempre se'ls havia d'exigir una "obra ben feta". L'obra ben feta es va convertir en un eslògan que es va fer famós i que tant s'aplicava al treball dels infants com al dels adults de qualsevol professió.

### Madrid
D'Ors, amb una obra escrita de primera magnitud i un munt de càrrecs, tenia prestigi i poder. I tenia enemics, és clar. I posseïa, també, un temperament complicat, que sovint li provocava conflictes. Prat de la Riba li va resoldre molts malentesos. Tanmateix, quan el president de la Mancomunitat es va morir, el 1917, d'Ors no es va entendre amb el seu successor, Josep Puig i Cadafalch, i al gener del 1920, per una nimietat administrativa, va haver de deixar tots els càrrecs. Va ser "defenestrat». Xènius va abandonar La Veu i va traslladar el «Glosari» a El día gráfico, fins que a l'estiu del 1921 el va deixar definitivament. Va passar a escriure només en castellà. El 1923, es va establir a Madrid, on va iniciar un «Glosario» al diari ABC''. Va tornar a fer llargues estades a París. Durant la Guerra civil, es va unir al govern de Burgos, va ingressar a la Falange Española i va ser nomenat cap de la Jefatura Nacional de Bellas Artes, en què es va mostrar molt actiu i eficaç.
De Catalunya estant se'l va tractar, primer, com a traïdor a la llengua, i després, com a franquista. A Madrid va ser ben rebut, però Eugeni d'Ors no hi va tenir mai la genialitat, ni el paper ni la consideració que havia tingut a Catalunya. El 1950 va publicar el Glosari 1906-1910, en un volum que havia de ser el primer de la seva Obra catalana completa. El pròleg amb què d'Ors introdueix les glosses de joventut és memorable i revelador d'una de les grans figures de la cultura catalana del segle xx.
A Madrid, va viure al carrer del Sacramento, número 1.

### Narracions
- La fi d'Isidre Nonell, 1902
- La lliçó de tedi en el parc, Quaderns Crema, 1993
- La curiositat, Quaderns Crema, 2009

### Glosses
- Papers anteriors al Glosari, Quaderns Crema, 1994
- Glosari 1906-1907, Quaderns Crema, 1998
- Glosari 1908-1909, Quaderns Crema, 2001
- Glosari 1910-1911, Quaderns Crema, 2003
- Glosari 1915, Quaderns Crema, 1990
- Glosari 1916, Quaderns Crema, 1992
- Glosari 1917, Quaderns Crema, 1991
- Gloses de quaresma, 1911
- La Ben Plantada, 1911; Quaderns Crema, 2004
- Glosari 1912-1913-1914, Quaderns Crema, 2005
- Gualba, la de mil veus, 1915; Quaderns Crema, 2012
- Oceanografia del tedi, 1918
- La vall de Josafat, 1918; Quaderns Crema, 1987
- Gloses de la vaga, 1919
- Lletres a Tina, Quaderns Crema, 1993

### Obres en castellà
- Tres horas en el Museo del Prado. Itinerario estético, 1922
- Una primera lección de filosofía, "La Lectura", 1926
- Introducción a la vida angélica. Cartas a una soledad, 1939
- Gnómica. Colección "Euro", 1941
- El secreto de la filosofía, 1947
- La verdadera historia de Lidia de Cadaqués, 1954, una mena de rectificació de La ben plantada
- Cincuenta años de pintura catalana, Quaderns Crema, 2002
- Pablo Picasso, Acantilado, 2001
- Cézanne, Acantilado, 1999
- Diccionario Filosófico Portátil, Criterio Libros, 1999. (Recull de la continuació castellana del Glosari al diari argentí Criterio).

## Pensament

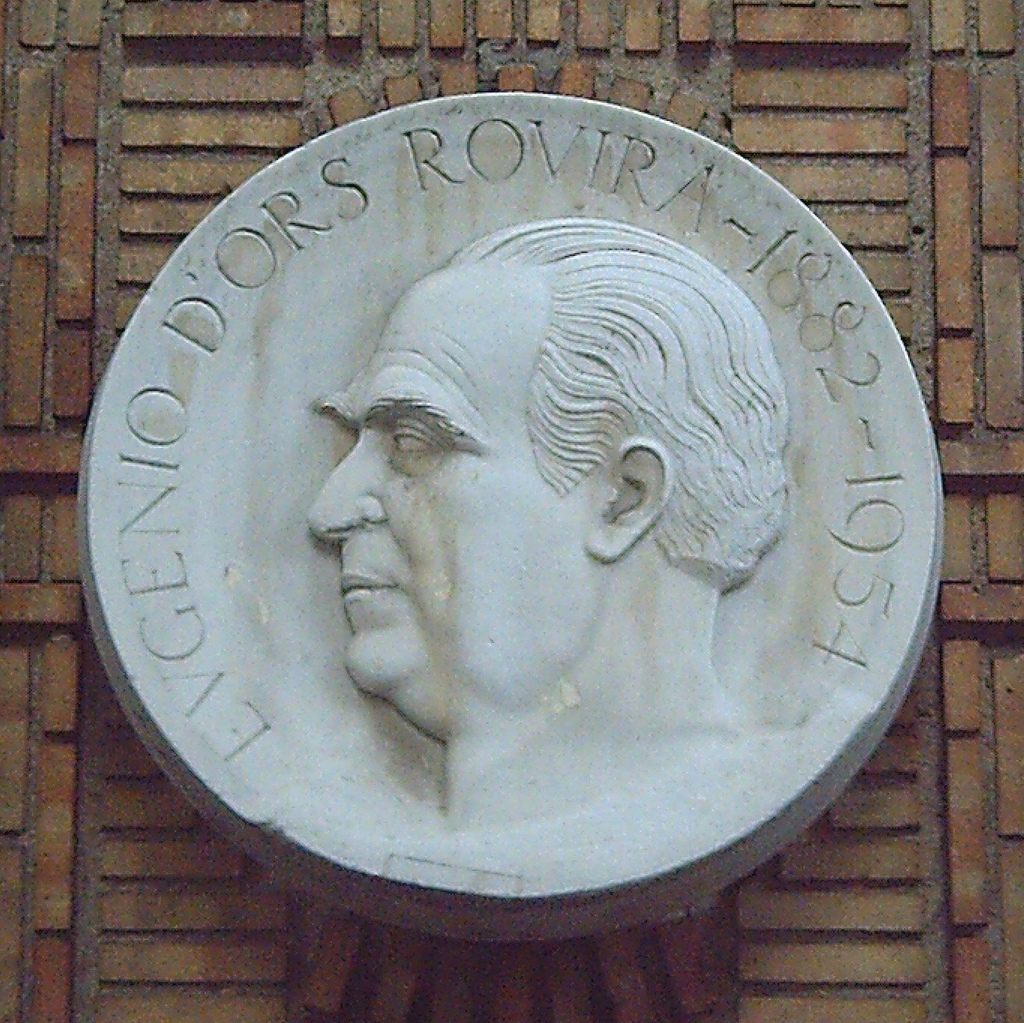
Efígie d'Ors, per F. Marès (1963)

D'Ors es va construir un sistema filosòfic precís, no gaire original, però brillant i d'èxit. Aquest sistema es presentava com a model universal que, fruit d'una racionalitat de to humanista, volia ser intemporal i cosmopolita, deslligat de qualsevol tradició localista, i que havia de ser motor de renovació dels individus i de la col·lectivitat. Les idees de Xènius van contribuir decisivament a la formació del noucentisme, un moviment genuïnament català que va cristal·litzar en l'obra política, ètica i estètica de la Mancomunitat de Catalunya.
Xènius explicava el seu sistema amb paraules que avui sorprenen per les connotacions negatives que han adquirit. Amb un terme clau, intervenció, màgic en l'època, d'Ors designava l'obligació de prendre part en els afers públics. La intervenció s'havia de fer amb una perspectiva que ell denominava imperialista, amb una consciència arbitrària, i sempre en un clima ètic i estètic de civilitat.
Amb la paraula imperialista, Xènius s'oposava tant a la passivitat ancestral, de la gent que es queixa i no fa res, com al nacionalisme que tanca les fronteres per no perdre la identitat. L'imperialisme obligava, primer, a prendre les regnes del poder a Catalunya: De lo que aquí passa nosaltres en tenim la culpa, escriu el glossador. I després calia intervenir en Espanya i, també, en els afers internacionals: polítics, culturals, comercials, etc.
Els romàntics havien posat de moda el concepte d'arbitrarietat per reivindicar la voluntat lliure i creadora de l'individu davant de la llei de necessitat que regeix la natura. Per a Xènius, l'arbitrarietat neix de l'ús de la raó, açò és, de la capacitat que té l'ésser humà de sobreposar-se a les lleis de la natura i de fundar les de la cultura. Perquè ser culte significa actuar segons regles convencionals, creades per persones de refinada vitalitat. D'Ors va saber representar aquestes idees en una frase genialment plàstica: filosofia de l'home que treballa i que juga. De tota manera, alguna vegada, Xènius va descriure l'arbitrarietat en termes volgudament provocatius, si no ofensius, com en la glossa Els nous horitzons de l'arbitrarietat, del 1906.
Si s'havia de participar amb una mentalitat cosmopolita i racional, s'havia de concloure que la intervenció és sempre civilitzadora, educada i urbana, proclamava d'Ors. La "civilitat» expressa una atmosfera ètica i estètica pròpia de l'estil de vida mesurat i distingit de l'aristocràcia urbana, clàssica i moderna alhora. Per això, Xènius concentra la seva doctrina en la imatge de la ciutat. La ciutat orsiana s'inspira en l'antiga polis grega idealitzada, en aquella ciutat estat del Mediterrani governada per filòsofs i artistes, sempre fent-se, lluminosa i irreal. Per a Xènius, la ciutat no s'havia de realitzar solament a Barcelona. També era ciutat la vila on estiuejava la Ben Plantada, i ho havia de ser tot el país.
L'expressió de la generació que promovia aquesta civilitat en diferents camps de l'art, la política i la vida urbana es produeix també en arquitectura, capaç de vehicular la plasmació dels ideals noucentistes a través del creixement de les ciutats, la creació d'infraestructures i equipaments públics, la producció artística i artesana i la voluntat de cohesió social a través de la nova classe burgesa. Ors descriu la Casa Masó, casa familiar i projecte de remodelació propi de Rafael Masó, com la llar noucentista paradigmàtica que compleix amb aquests ideals de modernitat.
A la glosa "La Felicitat» parla dels valors en els quals es sustentava aquest model arquitectònic:
| «                                                                  | La felicitat... consisteix en viure una vida quieta i laboriosa dins d'unes quantes cambres, dues o tres, on hi hagi vàries finestres i molts racons. Cal cobrir els vidres de les finestres amb petites cortines blanques, d'una mitjana transparència, perque l'excessiva opacitat trauria la llum i la massa transllucidesa robaria intimitat. Els racons, cal poblar-los d'una manera profonda i subtil. És bo col·locar-hi pintures, aiguaforts, llibres, estatuetes, gerros de forma simple i definitiva sostenint flors i fulles on lo vegetal ja ha pres la perennitat i l'admirable repòs de les coses minerals inertes. L'objecte a assolir és ... que els racons que els vostres ulls esguarden cada dia, puguin, no obstant, arribat un determinat dia, un determinat moment, aparèixer-vos sobtadament tan estranys com si per primera volta els vegéssiu: vet aquí lo que podrà assentar la vostra pau interior i la vostra joia de viure en una roca ferma, a prova d'exteriors tempestats... Hi ha a Barcelona artistos capaços de fer una Catedral [referint-se a Antoni Gaudí i Cornet i al Temple Expiatori de la Sagrada Família] i incapaços d'imaginar un petit interior d'aquests. | » |
| — Eugeni d'Ors, Glosari 1908-1909, Vida i arquitectura noucentista | |   |

Eugeni d'Ors va liderar i promoure la publicació de l'Almanac dels Noucentistes, en el qual hi escriviren també altres personatges del moviment noucentista, com Rafael Masó i Valentí, Josep Carner i Puig-Oriol o Guerau de Liost, i va participar en La Veu de Catalunya.

### Política
Que Eugeni d'Ors sigui un dels mentors més influents del noucentisme no vol dir que l'obra política de la Mancomunitat segueixi tota la doctrina de Xènius, ni que Eugeni d'Ors quedi encaixat dins de l'ideal noucentista. Prat de la Riba no va fer gaire cas de l'elitisme polític, més o menys autoritari, del glossador. I quan va aparèixer Gualba, la de mil veus, el públic va poder veure una altra faceta literària de Xènius: el que havia llegit Freud i que, amb un estil boirós i abarrocat, hi narrava la història d'un incest i s'endinsava en unes obscuritats ben poc noucentistes.

## Fons

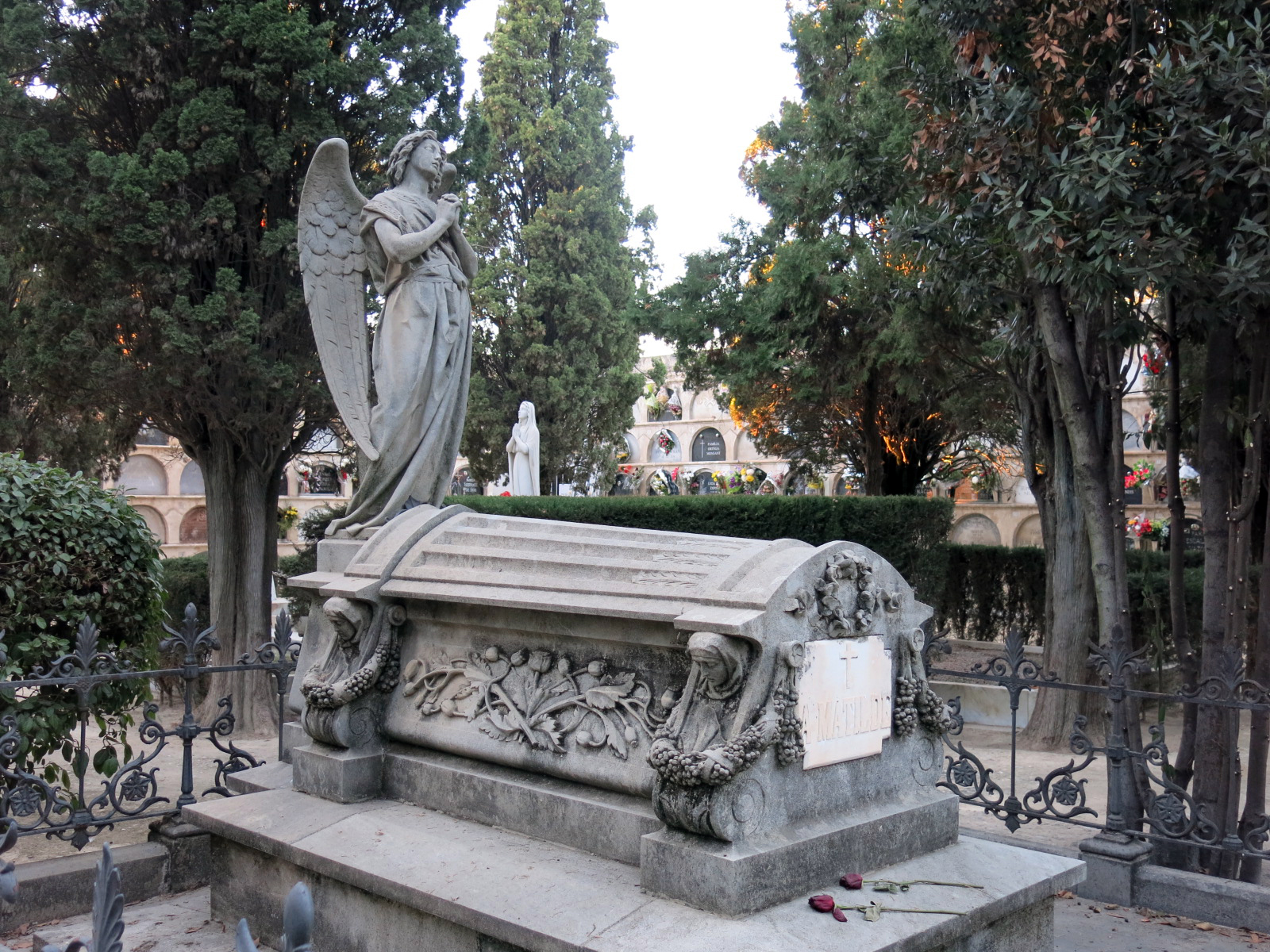
Tomba d'Eugeni d'Ors al cementiri de Vilafranca del Penedès

El seu fons personal es conserva a l'Arxiu Nacional de Catalunya: el fons conté documentació personal i familiar, d'activitats professionals, l'obra original i documentació produïda en el decurs de les seves activitats associatives. Destaquem la correspondència emesa i rebuda per Eugeni d'Ors, en procés de tractament. Durant l'any 2008 es van identificar i ordenar alfabèticament 827 corresponsals.
A la Biblioteca de Catalunya es conserva una part del seu fons personal.